# 拉貝里亞山脈

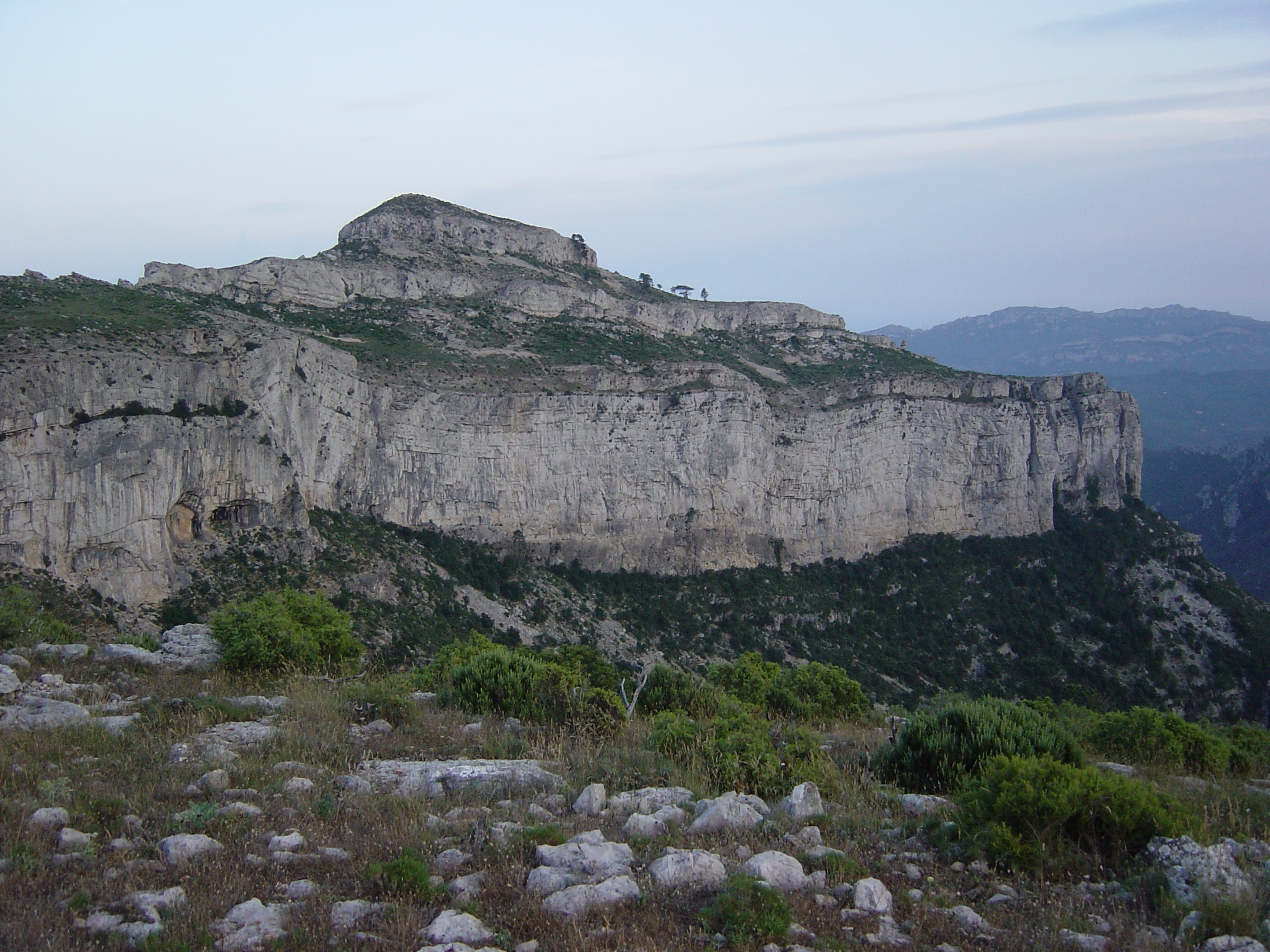

41°5′23″N 0°51′54″E / 41.08972°N 0.86500°E
拉貝里亞山脈，是西班牙的山脈，位於該國東北部加泰羅尼亞，處於普拉德斯山脈和蒂維薩-萬德略斯山脈之間，屬於加泰羅尼亞前海岸山脈的一部分，海拔高度918米。